# Filippo Traetta
Filippo Traetta (Venezia, 8 gennaio 1777 – Filadelfia, 9 gennaio 1854) è stato un compositore italiano naturalizzato statunitense.
Figlio del compositore Tommaso Traetta, emigrò in America nel 1799 dove trascorse l'intera sua carriera, fondando i conservatori di Boston (1801) e Filadelfia (1828).

## Biografia
Filippo Traetta (conosciuto in America come Philip Trajetta) nacque a Venezia l'8 gennaio 1777. Era figlio del noto compositore di opere Tommaso Traetta. Suo padre morì quando Filippo aveva solo tre anni. La sua madre svedese lo mandò a scuola dai gesuiti a Venezia dove rimase fino all'età di 13 anni. A quel punto, proseguì gli studi con i maestri di musica Fedele Fenaroli e Salvatore Perillo, dai quali imparò contrappunto, l'arte della fuga e composizione. Più tardi, fu inviato a Napoli a studiare con il noto compositore Niccolò Piccinni.
Nel 1799 Traetta fu coinvolto nei moti rivoluzionari contro il re Ferdinando IV di Napoli. Fu arrestato per essere l'autore di diversi inni patriottici e anti-monarchici. Trascorse otto mesi in carcere prima di riuscire a fuggire imbarcandosi su una nave per l'America.
L'arrivo negli Stati Uniti segnò inizio della sua carriera musicale. Si stabilì dapprima a Boston, Massachusetts, dove agli inizi del 1801, assieme ai colleghi musicisti François Mallet e Gottlieb Graupner, fondò l'American Conservatory di Boston e compose alcune delle sue prime opere, inclusa la "Washington's Dead March". Nello stesso anno si trasferì a New York, dove vennero alla luce un certo numero di oratori e l'opera The Venetian Maskers, la quale è spesso citata come la prima opera composta negli Stati Uniti.  Nei due decenni successivi divise il suo tempo tra New York e Charleston. Fu in rapporti di amicizia con gli ex presidenti Madison e Monroe.
Nella prima metà degli anni 1820, Traetta si trasferì a Filadelfia, che divenne la sua sede permanente. Nel 1828, fondò l'American Conservatory di Philadelphia. I suoi oratori Gerusalemme in Affliction e Daughter of Sion ebbero la prima rappresentazione a Philadelphia rispettivamente nel 1828 e 1829. Traetta continuò a dare lezioni di musica al conservatorio e a dirigere spettacoli musicali fino ai suoi ultimi giorni.
Filippo Traetta morì a Filadelfia il 9 gennaio 1854.

## Opere di Filippo Traetta

### Opera lirica
- The Venetian Maskers.

### Oratori
- Peace. Prima rappresentazione a New York, 21 febbraio 1815.
- Jerusalem in Affliction (1828). Germantown, PA, 1854.
- Daughter of Zion (1829). Germantown, PA, 1854.

### Saggi
- An Introduction to the Art and Science of Music. Philadelphia, 1829.
- Rudiments of the Art of Singing, Written and Composed... A.D. 1800. (Philadelphia, 1841-3) .
- A Primer of Music. Philadelphia, 1843.
- Traetta's Preludes for the Piano Forte...Introductory to his System of Thorough Bass. Philadelphia, 1857.